# 라모뜨둥근잎박쥐
라모뜨둥근잎박쥐(Hipposideros lamottei)는 잎코박쥐과에 속하는 박쥐의 일종이다. 코트디부아르와 기니, 라이베리아 국경의 님바 산에서만 발견된다. "멸종위급종"으로 분류되고 있다.

## 특징
잎코(비엽)를 가진 작은 박쥐의 일종이다. 양쪽에 2개씩, 4개의 작은잎을 가진 잎코(비엽)을 갖고 있다. 갈색의 부드럽고 무성한 털이 나 있다. 귀는 비교적 짧다. 비막은 거무스레한 갈색을 띤다. 전완장은 약 56.1mm이고, 뒷발은 9.3mm이다. 꼬리는 34.6~38.7mm이다. 잎코박쥐속에 속하는 많은 박쥐들이 겉모습이 비슷하지만 여러 특성들 때문에 구별할 수 있다. 전완장은 55mm 이상으로 길고, 큰 유양 돌기 너비와 작고 가냘픈 어금니를 갖고 있다. 주파수 범위 118–120 kHz, 최대 주파수 119 kHz의 소리를 내는 반향정위를 사용하여 먹이를 탐지한다.